# SAME Deutz-Fahr

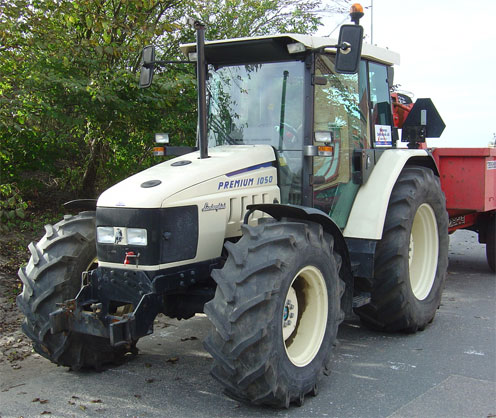
Traktormärket Lamborghini ingår i SAME-gruppen.

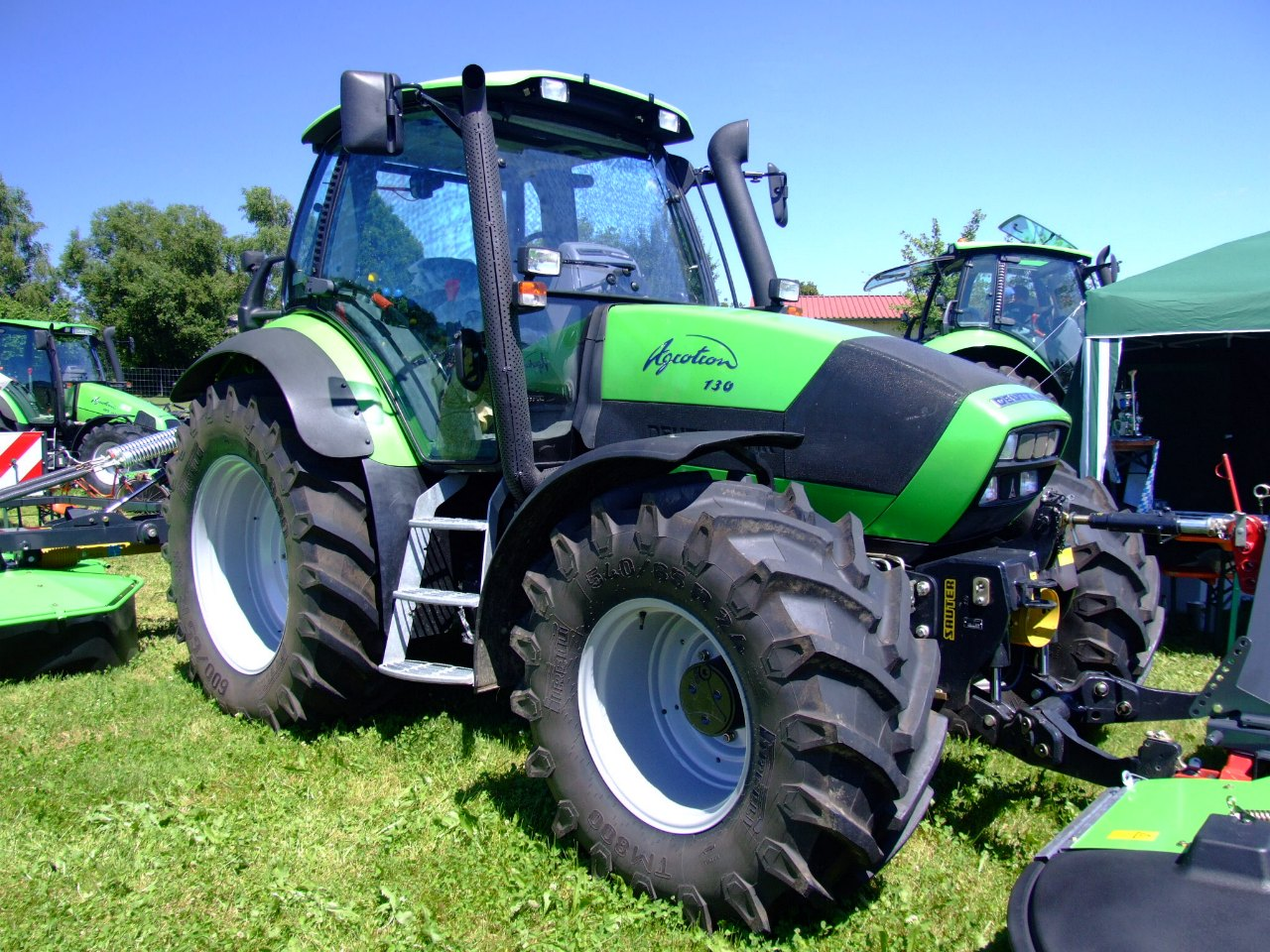
Deutz-Fahr Agrotron 130

SAME Deutz-Fahr (SDF, SAME-gruppen) är en italiensk tillverkare av traktorer, skördetröskor och motorer. Huvudkontor i Treviglio.

## Historia
SAME Deutz-Fahrs historia går tillbaka till 1942 då SAME (Società Accomandita Motori Endotermici) startade. Deutz-Fahrs historia sträcker sig ytterligare decennier bakåt. 
SAME köpte Lamborghini Trattori S.p.A. 1972 av grundaren Ferruccio Lamborghini. 1976 köpte man Hürlimann varpå företagsnamnets blev SAME-Lamborghini-Hürlimann (SLH). 1995 blev Deutz-Fahr en del av SAME varpå SAME Deutz-Fahr bildades. Sedan 2003 har Deutz AG och SDF ett nära samarbete.

## Varumärken
- SAME
- Deutz-Fahr
- Lamborghini
- Hürlimann